# 殘夢 (歌曲)
《殘夢》，1979年面世，麗的電視劇《天龍訣》插曲，並收錄於關正傑的個人專輯《天龍訣》中。此曲由盧國沾填詞，黎小田負責作曲並與奧金寶共同編曲。後獲選為十大中文金曲。

## 背景
歌曲出現於1979年麗的電視劇《天龍訣》結局男主角死在女主角懷內的一幕，編導為達效果著飾演女主角的余安安演唱此曲，這是她初試啼聲。正式版本則由關正傑演唱，收錄於同期發行的專輯《天龍訣》中。

## 特徵
樂曲以G小調寫成，4/4節拍，BPM為96。過門是關正傑朗讀的歌詞（「有時望見……一切輕鬆」），但被音樂研究者徐允清批評演繹「呆板乏味」和「拘束」。混音則被指加大人聲的迴音來營造「如夢相隔」的氛圍。
詞人盧國沾曾表示其愛情觀是「常常見面，心靈溝通」，此曲即圍繞這點來寫。林夕指盧國沾較少以借景抒情的手法寫情歌，此曲屬於反例。歌詞以霧景、地心、「千里外風吹葦草動」和殘夢的比喻，形容兩人心理上的「隔膜」，以及一方單思之苦，並運用「設想句」加強其患得患失的感覺。

## 反響
此曲派台後成為香港電台「中文歌曲龍虎榜」的一周冠軍歌。，並於該年度的十大中文金曲頒獎禮獲選為十大中文金曲